# Pankasz
Pankasz je vesnice v Maďarsku v župě Vas v okrese Körmend.
Má rozlohu 927 ha a v roce 2015 zde žilo 445 obyvatel.

## Památky
Ve vesnici se nachází zvonice z roku 1755. Konstrukce je rámová zakončena jehlanovou střechou, která je krytá šindelem a hálkou ve tvaru vlajky s hvězdou. V přízemní rozšířené části je střecha ze slámové krytiny. V roce 1967 byla zvonice rekonstruována.
V roce 1921 byl zavěšen nový zvon. Původní zvon byl rekvírován v době první světové války.